# Okręg Saint-Maurice
Saint-Maurice (fr. District de Saint-Maurice, niem. Bezirk Saint-Maurice) – okręg w Szwajcarii, w kantonie Valais. Siedziba administracyjna okręgu znajduje się w miejscowości Saint-Maurice.  
Okręg składa się z dziewięciu gmin (Commune; Politische Gemeinde) o powierzchni 190,59 km² i o liczbie mieszkańców 14 379.

## Gminy
1. Collonges
2. Dorénaz
3. Evionnaz
4. Finhaut
5. Massongex
6. Saint-Maurice
7. Salvan
8. Vernayaz
9. Vérossaz

## Zmiany administracyjne
- 1 stycznia 2013
  - przyłączenie gminy Mex do miasta Saint-Maurice